# Scottish National Gallery of Modern Art
La Scottish National Gallery of Modern Art est un musée d'art à Édimbourg, au Royaume-Uni.

## Œuvres
- Joseph Bail : La sœur de l'artiste dans son jardin[1]
- Georges Braque : Le Bougeoir
- Roy Lichtenstein : In the Car
- René Magritte : Le Drapeau noir, La Représentation, Le Temps menaçant
- Henri Matisse : La Séance de peinture
- Joan Miró : Maternité, Tête de paysan catalan
- Henri Rousseau : Statue de Diane au parc
- Pierre Soulages : Peinture 161 x 113,3 cm, 3 novembre 1958
- Alison Watt : Sabine

Œuvres sélectionnées de la collection
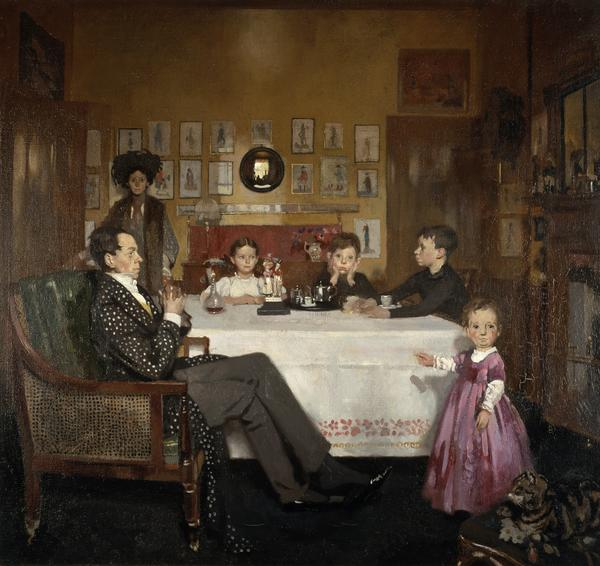
William Orpen, "A Bloomsbury Family", 1907.
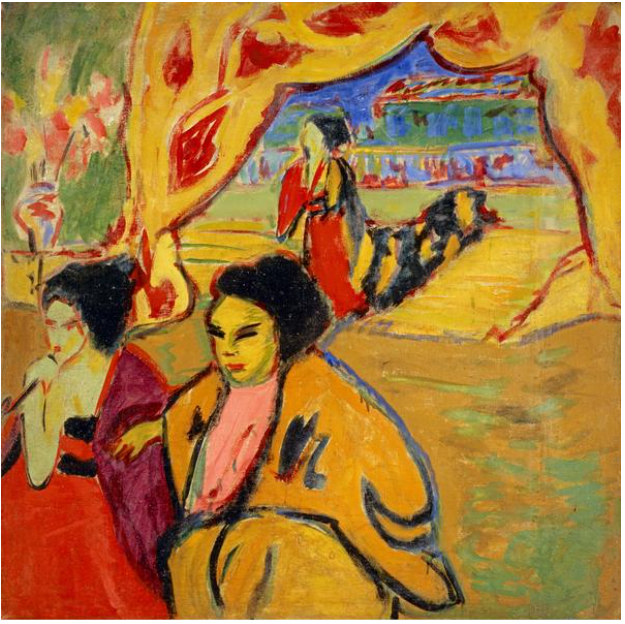
Théâtre japonais (Ernst Ludwig Kirchner, 1909).
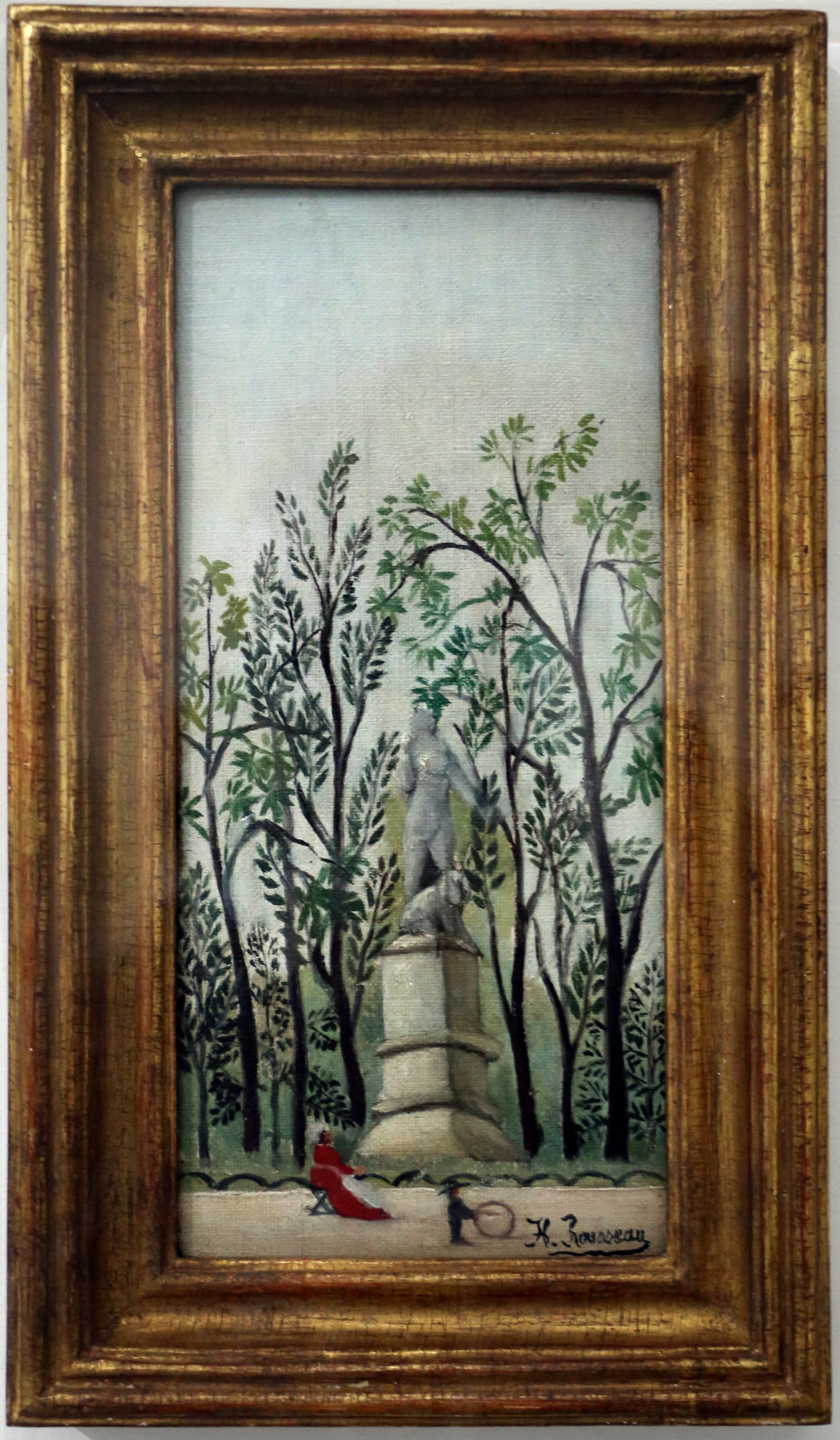
Statue de Diane dans le parc (Henri Rousseau, 1909).
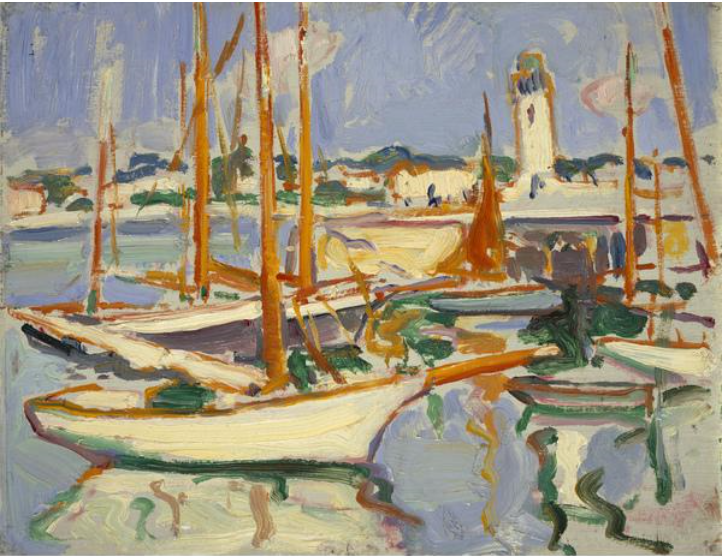
Bateaux à Royan (Samuel Peploe, 1910).
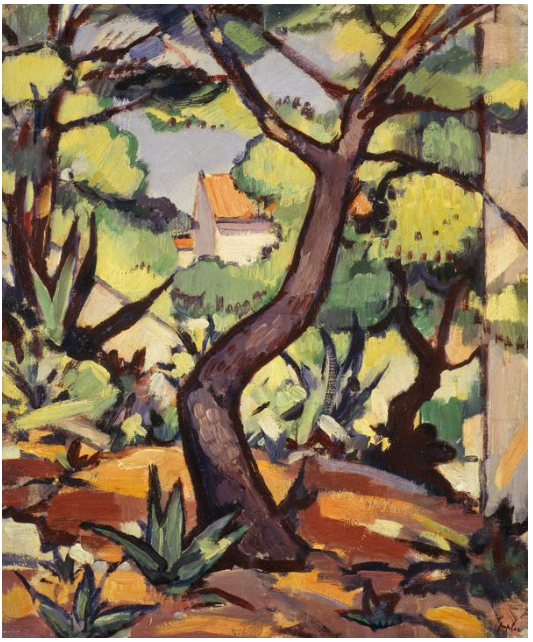
Paysage à Cassis (Samuel Peploe, 1910).
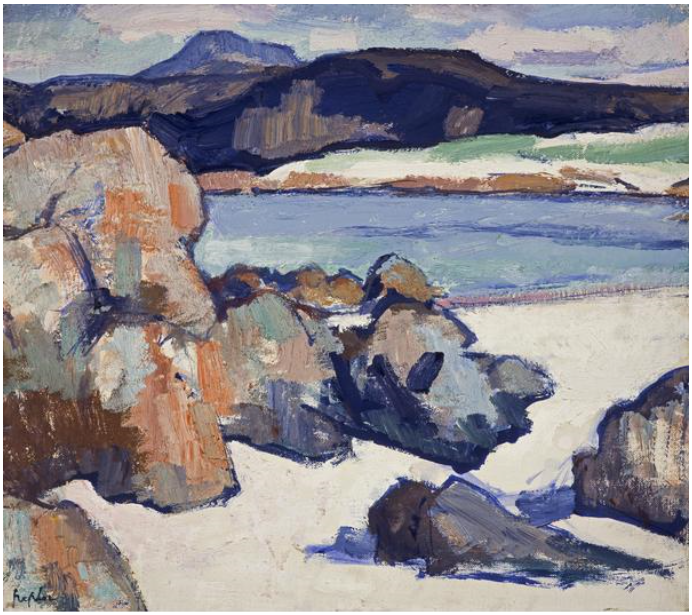
Paysage d'Iona, Rochers (Samuel Peploe, vers 1925).
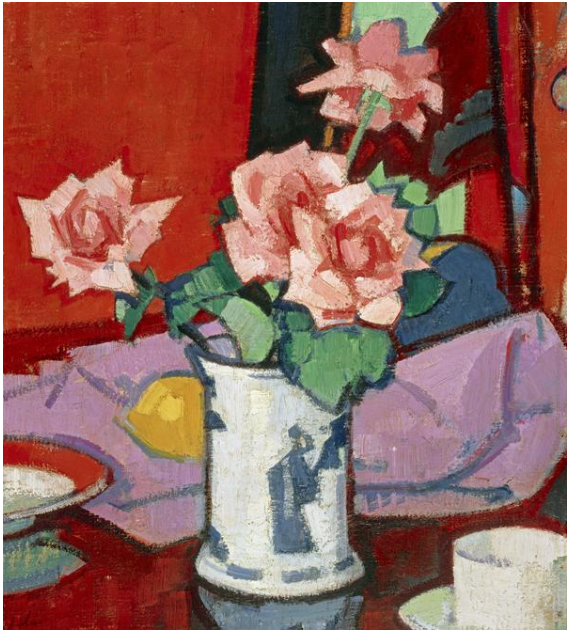
Roses, vase chinois (Samuel Peploe, vers 1916).
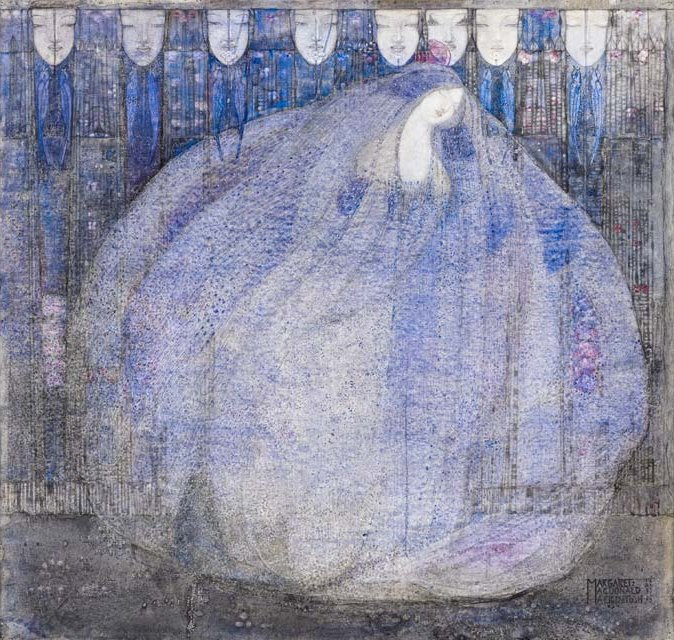
Le Jardin mystérieux (Margaret MacDonald Mackintosh, 1911).
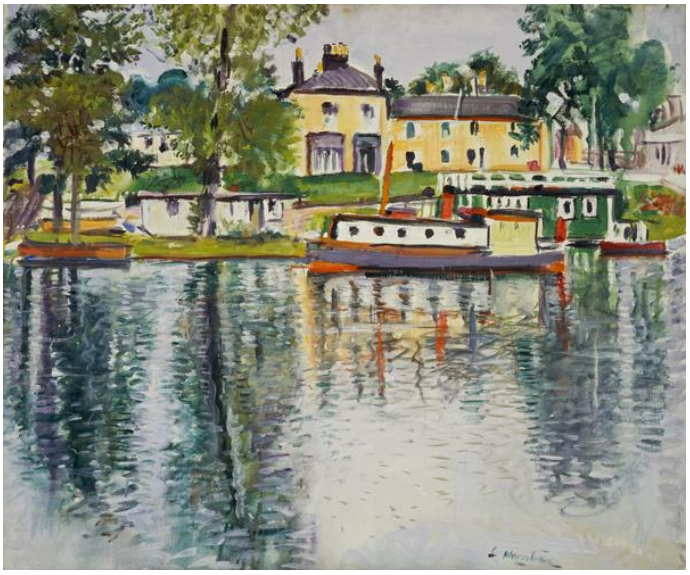
Leslie Hunter  (1877–1931), Reflections, Balloch, 1929.